# Love Before Ten
Love Before Ten è un cortometraggio muto del 1913 diretto da Lem B. Parker. Prodotto dalla Selig Polyscope Company da una sceneggiatura di William A. Corey, il film aveva come interpreti Harold Lockwood, Eugenie Besserer, Roy Clark, Baby Lillian Wade, Henry Otto.

## Produzione
Il film fu prodotto dalla Selig Polyscope Company.

## Distribuzione
Distribuito dalla General Film Company, il film - un cortometraggio di una bobina - uscì nelle sale cinematografiche statunitensi il 17 marzo 1913.